# حي شنغاني
شنغاني (بالصومالية: Shangaani أو Shengaani)‏ حي من أحياء التاريخية في محافظة بنادر يقع شرق العاصمة الصومالية مقديشو  ويطل على المحيط الهندي. حيث يضم معالم تاريخية كثيرة بعضها تعود لمئات السنين. يعتبر شنغاني من أقدم الاحياء التي دفن التراث تحتها.

## أصل الإسم
تختلف الرويات حول معنى اسم شنغاني او "شوقاني" فبعض الروايات تقول إنها مشتقة من العربية ومعناها "الشوق" وبعض الآخر يرى انها تعود لملك "شنغن أبي" الدي قيل انه احد مماليك حمير اليمن فيما دهب آخرون أنها مشتقة من منطقة في مدينة نيسابو في ايران.

## التاريخ
حي شنغاني يقع شرق عاصمة الصومال مقديشو ومن مقاطعات بنادر ويعتبر على أنه حي ذات تاريخ عظيم للشعب الصومالي كما يعتبر ايضا أقدم مديرية في المنطقة وقد تم إنشاؤه منذ 1100 عام. كان الحي قاعدة لانتشار الإسلام، وما يوجد فيه من مساجد قديمة وبيوت . في البداية كان الحي يتألف من ثلاث إدارات هي جيبوتي وهود ومويال، والتي أضيفت لاحقًا إلى دائرة الوحدة، والأحياء المجاورة هي حمروين وبونديرى وعبد العزيز وكاران كان الحي المكان الذي أقيم فيه سفارات الولايات المتحدة و فرنسا واليمن وإثيوبيا ومصدر دخل مهم للحي. ويوجد فيه العديد من المباني التي تستخدمها الحكومة المركزية مثل مكتب المطبعة الوطنيية ووكالة الموز وبنك الدولار والمراكز السياحية الأخرى مثل الفنادق عروبو وجوبا. تجد مساجد تزيد عمرها عن 300 عام في الخي شنغاني، ويبلغ إجمالي عدد المساجد 21 مسجدًا تم بناء 18 مسجدًا منها منذ قرون. لا يمكن سرد تاريخ بنائهم حتى الآن، وبعض المساجد الذي بنيت من 300 إلى 400 سنة . ومن اهم مساجد الحي مسجد الأربعة ركون .

## كأس محافظة بنادر
يشتهر حي شنغاني بملاعبه القديمة والحديثة الكرة القدم، وهو أكثر حي فاز ببطولات المنطقة التي اقيمت في العاصمة بعد مقاطعة ورطيغلي في 30 نوفمبر 2020 فازت مديرية شنغاني بهدفين لصفر على فريق مديرية عبدالعزيز كأس محافظة بنادر للكرة القدم. وفي ختام المباريات سلم رئيس الوزراء محمد حسين روبلي كأس محافظة بنادر لفريق حي شنغاني 